# 于尔屈特
于尔屈特（法語：Urcuit，法語發音：[yʁkɥit]）是法国大西洋比利牛斯省的一个市镇，属于巴约讷区。

## 地理
于尔屈特（43°29'8"N, 1°20'12"W）面积13.69 平方千米，位于法国新阿基坦大区大西洋比利牛斯省，该省份为法国东南部省份，涵盖了贝阿恩与北巴斯克，西临大西洋比斯開灣，北至朗德省，东北接热尔省，东临上比利牛斯省，南与西班牙接壤。
与于尔屈特接壤的市镇（或旧市镇、城区）包括：于尔特、圣马丹德塞尼昂、布里斯库斯、拉翁斯、穆盖尔、圣巴泰勒米。
于尔屈特的时区为UTC+01:00、UTC+02:00（夏令时）。

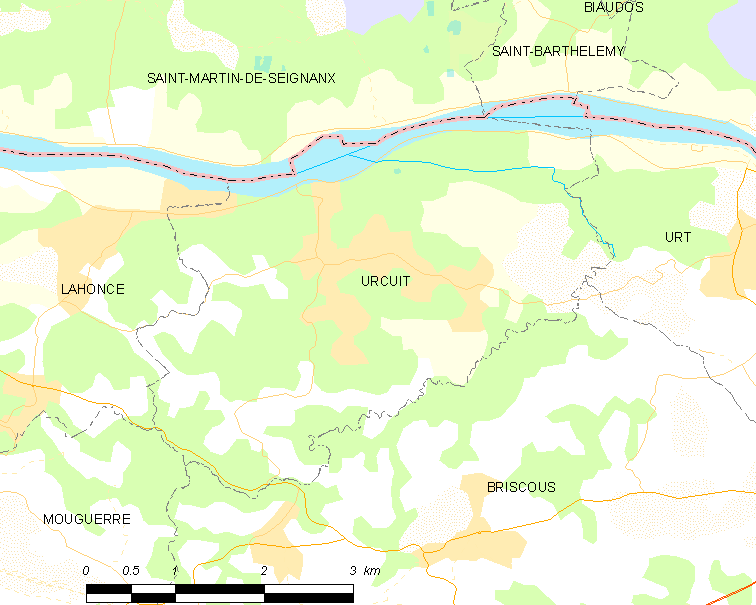
于尔屈特的OSM定位图

## 行政
于尔屈特的邮政编码为64990，INSEE市镇编码为64540。

## 政治
于尔屈特所属的省级选区为尼夫-阿杜尔县。

## 人口

1962-2008年间于尔屈特人口变化图示

于尔屈特于2022年1月1日时的人口数量为3006人。